# Deposito locomotive di Foggia

Il deposito locomotive di Foggia nella primavera 1932. Sono visibili alcune locomotive della prima (unità 001-014) e della seconda serie (unità 015-099) del gruppo E.626, impiegate sulla linea Foggia-Benevento a partire dal 1927.

Il deposito locomotive di Foggia è un impianto ferroviario dedicato alla sosta, manutenzione e rifornimento di locomotive ed automotrici.

## Storia
Il deposito di Foggia esisteva già prima dell'istituzione delle Ferrovie dello Stato nel 1905.
Nel 1927, in concomitanza con l'inizio dell'esercizio sperimentale col sistema di trazione elettrica a 3000 V c.c. sulla linea Foggia-Benevento, s'iniziò la costruzione della nuova parte dell'impianto, destinata alle locomotive elettriche dei gruppi E.326 ed E.626, che entrò in esercizio nel 1929.

## Dotazione
Nel 1964-1965 il deposito di Foggia aveva assegnate 26 locomotive E.626, 29 locomotive E.428, un numero imprecisato di automotori 225, 1 automotrice ALe 782, 10 automotrici ALe 792, 6 automotrici ALe 882, 2 automotrici ALn 56.1000, 15 automotrici ALn 556.1200, 29 automotrici ALn 668.1400, 1 rimorchiata LDn 24, 5 rimorchiate Ln 664.1400.